# Elsa Nyblom
Elsa Kristina Nyblom, ogift Blomberg, född 18 maj 1890 i Stockholm, död 6 december 1956 i Stockholm, var en svensk journalist och författare.

## Biografi
Elsa Nyblom var dotter till Carl Gustaf Blomberg och Christina Gustafva, född Abrahamsson. Fadern var riksbanksvaktmästare och modern barnmorska. Efter avslutad skolgång i den privata Åhlinska flickskolan utbildade Elsa Nyblom sig till skådespelerska i Stockholm och medverkade i teaterturnéer åren 1909–1911. 
Hon var från 1913 till makens bortgång gift med journalisten Erik Nyblom (1873–1947). Deras son var journalisten Lennart Nyblom som använde pseudonymen Red Top. Makarna Nyblom är begravda på Lidingö kyrkogård.

### Journalistisk verksamhet
Sommaren 1913 kom Elsa Nyblom som volontär till Dagens Nyheter. Hennes journalistik i tidningen präglades av ett socialt engagemang. Hon genomdrev under sin första tid att Dagens Nyheter startade en koloni i skärgården för fattiga barn och deras mödrar. I en artikel beskrev hon idén och bad läsekretsen om pengar. Under åren 1913–1917, som medarbetare på tidningen utan fast anställning, utövade Nyblom många olika former av aktiv eller social journalistik. En systuga för fattiga mödrar och pengar till fattiga familjer som drabbats av spanska sjukan är två exempel på hennes aktiva journalistik. Själv kallade hon sitt skrivsätt för "praktisk journalistik" i motsats till strikt rapporterande. Hon skrev samtidigt också för Vecko-Journalen och utvecklade där en opinionsbildande journalistik för att förbättra barns och familjers situation.
Sin huvudgärning inom journalistiken gjorde Elsa Nyblom inom veckopressen. Tillsammans med Tora Holm grundade hon  Husmodern 1917. Senare anställdes hon av Åhlén & Åkerlund för att hösten 1923 starta Husmoderns månadshäfte, det första svenska försöket med färgtryck. Men utgivningen blev kortvarig och tidningen uppgick i Vecko-Journalen.  Från 1924 var Elsa Nyblom biträdande huvudredaktör för den tidningen och åren 1928–1943 dess chefredaktör. Genom Nybloms uppslagsrikedom och förmåga att knyta namnkunniga skribenter till tidningen, samt dess markerat antinazistiska hållning under andra världskriget intog den en ledande ställning inom veckopressen. 1943 uppmanades emellertid Nyblom att lämna tidningen och erhöll en god pension från Bonniers förlag. Åren 1944–1945 var Nyblom redaktör för Aftontidningens bilaga Hennes horisont. Hon var även tillfälligt knuten till Ture Nermans Trots allt.
Elsa Nyblom valdes 1936 till den första kvinnliga styrelseledamoten i Publicistklubben och blev 1939 dess första kvinnliga vice ordförande.

### Litterär verksamhet
Efter att Elsa Nyblom tvingats lämna Vecko-Journalen var hon bland annat  litterär rådgivare åt  Ljus förlag. 1945 debuterade Elsa Nyblom som författare efter att ha först berättat i radio om sin barndom i sekelskiftets småborgerliga och proletära Stockholm. Henne framförande gjorde succé och följdes upp i bokform.
Numera är hon ihågkommen för sina tre memoarböcker; Strängt personligt (1945), När hjärtat var ungt (1946) och Kvinna u.p.a. (1948). Dessa tre volymer har en närmast mindre klassiker-ställning. Elsa Nyblom skrev också några romaner och ungdomsböcker, bland annat ungdomsboken Förtrollad sommar.
Birgitta Theander skriver att Elsa Nyblom, tillsammans med Astrid Lindgren, Ester Ringnér-Lundgren, Claque och Christina Söderling-Brydolf utvecklade och finslipade den humoristiska tradition som funnits sedan Anne på Grönkulla. Theanders undersökning omfattar Nybloms titlar Förtrollad sommar, Vind för våg, När hjärtat är ungt samt Familjen i Gamla stan.

## Filmmanus
- 1946 – Eviga länkar